# Chamorro
Chamorro, o Chamoru, és un idioma que es parla sobretot a Guam i les illes Marianes.
Es tracta d'una llengua del grup austronesi relacionada amb algunes llengües de les Filipines.
Les arrels del lèxic pertanyen a la llengua espanyola en un 50% dels casos, però la gramàtica és austronèsia amb influències espanyoles.
Per exemple bumbola vol dir jugar a pilota i deriva de la paraula castellana bola amb un prefix um i reduplicació de l'arrel.

## Alfabet
' (parada de la glotis), A, Å, B, Ch, D, E, F, G, H, I, K, L, M, N, Ñ, Ng, O, P, R, S, T, U, Y 

## Frases bàsiques en Chamorro
Håfa adai "Hola"
Håfa tatatmanu hao? "Com estàs?"
Hayi na'an-mu? "Com te dius?"
Si Antonio yo' "Em dic Antonio"
Buenas dias "Bon dia"
Buenas tatdes "Bona tarda"
Buenas noches "Bona nit"
Adios "Adeu"
Amigo "Amic"
Si Yu'os ma'ase "Gràcies"
Guåhan "Guam"

## Numerals
El chamorro actual només utilitza nombres d'origen espanyol: unu, dos, tres, etc. L'antic chamorro utilitzava paraules pels nombres basats en categories: "nombres bàsics" (per dates, temps, etc.), "coses vives", "coses inanimades" i "grans objectes".
| Català | Chamorro modern | Chamorro antic | Chamorro antic | Chamorro antic  | Chamorro antic   |
| Català | Chamorro modern | Nombres bàsics | Coses vives    | Coses ianimades | Objectes grossos |
| ------ | --------------- | -------------- | -------------- | --------------- | ---------------- |
| un     | unu/una (time)  | håcha          | maisa          | hachiyai        | takhachun        |
| dos    | dos             | hugua          | hugua          | hugiyai         | takhuguan        |
| tres   | tres            | tulu           | tatu           | to'giyai        | taktulun         |
| quatre | kuåttro'        | fatfat         | fatfat         | fatfatai        | takfatun         |
| cinc   | singko'         | lima           | lalima         | limiyai         | takliman         |
| sis    | sais            | gunum          | guagunum       | gonmiyai        | ta'gunum         |
| set    | sietti          | fiti           | fafiti         | fitgiyai        | takfitun         |
| vuit   | ocho'           | guålu'         | guagualu       | guatgiyai       | ta'gualun        |
| nou    | nuebi           | sigua          | sasigua        | sigiyai         | taksiguan        |
| den    | dies            | månot          | maonot         | manutai         | takmaonton       |
| cent   | siento          | gåtus          | gåtus          | gåtus           | gåtus/manapo     |

- El nombre 10 i els seus múltiples, fins a 90, són dies (10), benti (20), trenta (30), kuårenta (40), sinkuenta (50), sisenta (60), sitenta (70), ochenta (80), nubenta (90)
- Similars als nombres espanyols diez (10), veinte (20), treinta (30), cuarenta (40), cincuenta (50), sesenta (60), setenta (70), ochenta (80), noventa (90).